# Русский спецназ
«Русский спецназ» — российский фильм 2002 года. Премьера состоялась 23 февраля 2003 года на канале СТС под названием «Спецназ по-русски».

## Сюжет
Хорошо подготовленная преступная группировка планирует ликвидировать президента России, взорвав ядерную боеголовку. Террористы намерены сделать это накануне 300-летия города, в День открытия фонтанов в Петродворце, куда должен приехать президент России. Об этом независимо друг от друга узнают группы спецназа 2 разных ведомств ГРУ и ФСБ. Эти отважные профессионалы знают, что им надо действовать быстро и жёстко. Забыв о взаимной неприязни, спецназовцы ГРУ и ФСБ объединяются, чтобы противостоять врагу и любой ценой спасти жизни людей…

## В ролях
- Игорь Лифанов — капитан Крестовцев, «Крест», спецназ ГРУ
- Владимир Турчинский — майор Озорин, «Динамит», спецназ ГРУ
- Алексей Осипов — капитан Дроздов, «Дрозд», подразделение «ГРАД» ФСБ (озвучивал Артур Ваха)
- Ирина Салтыкова — Разина, агент ФСО
- Виктор Сухоруков — главный террорист «Шестипалый»
- Семён Стругачёв —  Леонид, «Дятел», 1-й чёрный следопыт
- Андрей Федорцов —  Фёдор, «Мозгоклюй», 2-й чёрный следопыт
- Дмитрий Нагиев — Омар, главарь международной преступной группировки «Великий джихад»
- Александр Завьялов — генерал ГРУ
- Вадим Лобанов — генерал ФСБ
- Владимир Литвинов — полковник Силин, ФСБ
- Александр Баширов — бандит в магазине

## Продолжение
После успешного телевизионного показа «Спецназа по-русски» канал СТС заказал у кинокомпании «Сварог» 8-серийное продолжение фильма, которое было отснято за 96 дней в Санкт-Петербурге, Анапе, Выборге, Риге и Лондоне. Помимо Лифанова, Турчинского, Нагиева, Стругачёва и Федорцова в сиквеле сыграли Александр Цекало, Владимир Толоконников и Зара. 17 апреля 2004 состоялась премьера сериала, которая прошла с рейтингом 5,9 % и долей 18,7 %.